# ترنتون
ترنتون (به انگلیسی: Trenton) مرکز ایالت نیوجرسی آمریکاست. جمعیت آن در سرشماری سال ۲۰۱۰ میلادی، ۸۴٬۹۱۳ نفر بوده‌است.

## مراکز مهم
- ساختمان پایتخت ایالت نیوجرسی

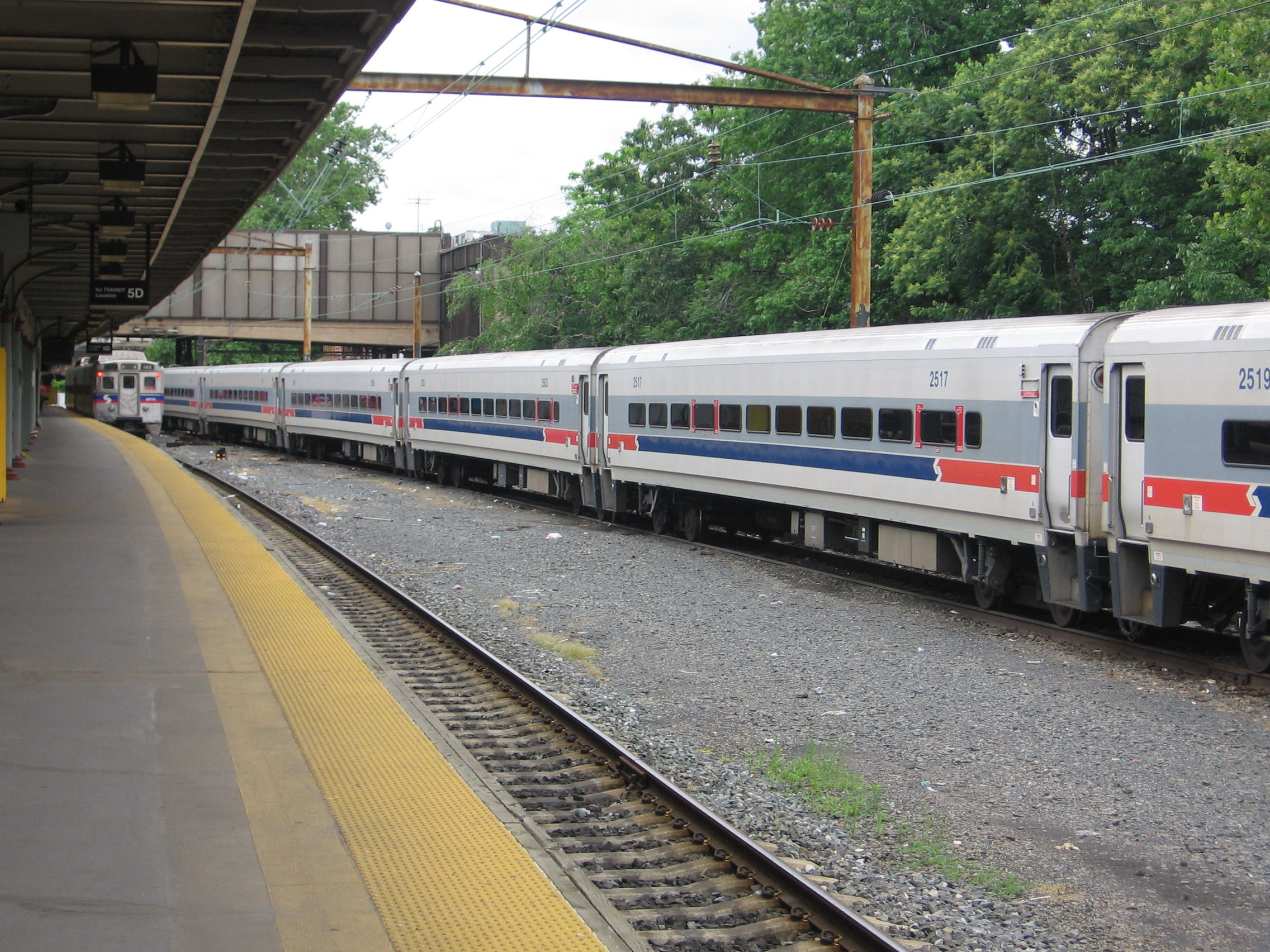
ترنتون با قطار سریع‌السیر به نیویورک و فیلادلفیا متصل است.